# آية مجدي
آية محمد مجدي (ولدت 1 أغسطس 1994)، هي لاعبة تنس قطرية مولودة في الإسكندرية، مثلت قطر في أولمبياد لندن. بدأت ممارسة رياضة تنس الطاولة في سن مبكرة، ولكنها أيضاً جربت قبلها عدداً آخر من الرياضات، حتى اكتشفها أحد المدربين الذين كانوا يبحثون عن لاعبات صغيرات لبناء فريق نسائي لرياضة تنس الطاولة.

## المشاركة الأولمبية

### لندن 2012
| المنافسة | المجموعة | ف-م | خ-م | ف-أ | خ-أ | ن-ص | ن-ض | الترتيب |
| -------- | -------- | --- | --- | --- | --- | --- | --- | ------- |
| فردي     | M        | 0   | 1   | 0   | 4   | 19  | 44  | 49 م    |

## روابط خارجية
- آية مجدي على موقع منظمة تنس الطاولة العالمي (الإنجليزية)
- آية مجدي على موقع اللجنة الأولمبية الدولية (الإنجليزية)
- آية مجدي على موقع أوليمبيديا (الإنجليزية)